# Cor Schuuring

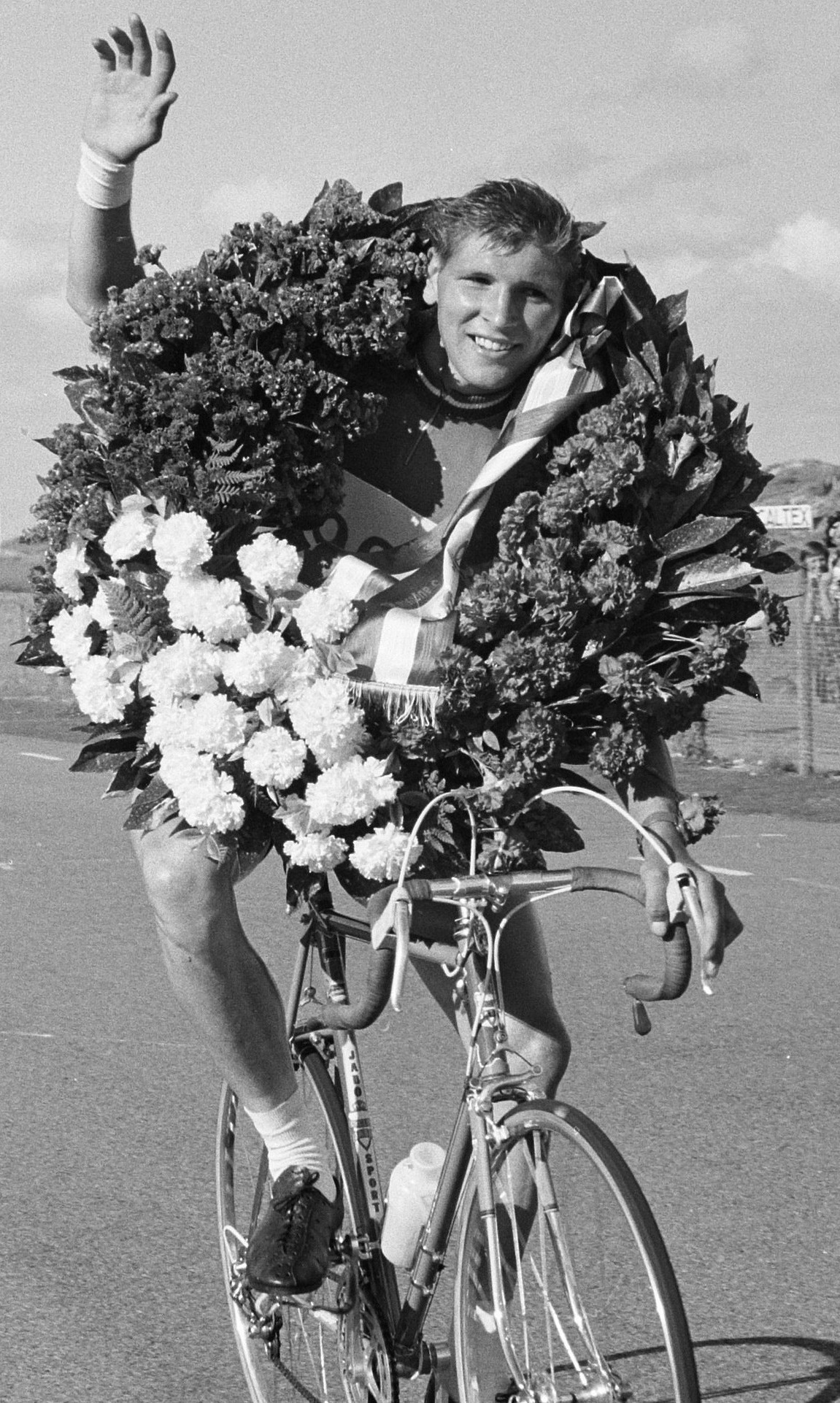
Cor Schuuring nach einem Gewinn in 1962

Cornelis „Cor“ Schuuring (* 30. März 1942 in Amsterdam) ist ein ehemaliger niederländischer Radrennfahrer.

## Leben
Bei der DDR-Rundfahrt 1961 belegte er auf der 1. Etappe: Berlin–Forst, 178 km, am 17. August 1961 den zweiten Platz und bei der 1. Halbetappe: Forst–Cottbus (Einzelzeitfahren), 42 km, der 2. Etappe: Forst–Zittau, 165 km, am 18. August 1961 den dritten Rang. Schuuring gewann 1962  die niederländischen Straßenmeisterschaften der Amateure. Er nahm an den Olympischen Sommerspielen 1964 in Tokio teil und gewann zusammen mit Henk Cornelisse, Gerard Koel und Jaap Oudkerk die Bronzemedaille in der Mannschaftsverfolgung. Außerdem gewann er 1964 die Olympia’s Tour und Quer durch Gendringen (Dwars door Gendringen) vor Leopold Heuvelmans.
1961 fuhr er für Jabo Cycles. 1965 wurde Schuuring Profi bei Pelforth-Savage-Lejeune und Amstel Bier, von 1966 bis 1969 fuhr er für Caballero, 1970 für Peycom-Visser und 1971 für Delbana. In dieser Zeit nahm er an einer Vielzahl von großen Rennen wie Paris–Nizza, Mailand–Sanremo, dem Amstel Gold Race und der Flandern-Rundfahrt teil, konnte aber keine besonderen Erfolge im Berufsfahrerlager erzielen.

## Erfolge
1962
- Niederländischer Meister – Straßenrennen (Amateure)

1963
- eine Etappe Olympia’s Tour

1964
- Gesamtwertung und eine Etappe Olympia’s Tour
- Quer durch Gendringen